# Udo von Woyrsch
Udo Gustav Wilhelm Egon von Woyrsch (ur. 24 lipca 1895 w Zwanowicach, zm. 14 stycznia 1983 Biberach an der Riß) – niemiecki generał, Dowódca SS i Policji na Górnym Śląsku, jeden z najbliższych współpracowników Heinricha Himmlera.

## Życiorys
Pochodził z arystokratycznej rodziny pruskiego generała, Remusa von Woyrscha. Początkowo służył w Reichswehrze, w jednym z Freikorpsów. W 1930 mianowany przez Himmlera Dowódcą SS na Śląsku (niem. Gau SS Führer Schlesien), 1 stycznia 1935 mianowany SS-Obergruppenführerem (wtedy druga z najwyższych rang w SS). Noc długich noży wykorzystał do pozbycia się rywala, polityka nazistowskiego i SS-Oberführera Emila Sembacha, którego na jego rozkaz zamordowano.
W czasie kampanii wrześniowej w Polsce dowodził Einsatzgruppe zur besonderen Verwendung (pol. „Grupa operacyjna specjalnego przeznaczenia”), która przeprowadziła pacyfikację polskiej części Górnego Śląska i Śląska Cieszyńskiego, a także dokonała licznych pogromów ludności żydowskiej (m.in. w Będzinie i Przemyślu). W 1948 skazany na 20 lat więzienia za zbrodnie wojenne, ale w 1952 uwolniony. W drugim procesie w 1957 sąd w Oldenburgu skazał go na 10 lat więzienia za jego udział w nocy długich noży, lecz w 1960 ponownie go zwolniono.